# Уранијум
Уран или уранијум (U, лат. uranium) је хемијски елемент из групе актиноида III B групе. Међу елементима који се природно јављају на Земљи има највећи атомски број а(92); слабо је радиоактиван. Природни уранијум се јавља у облику 2 изотопа  (мање од 1%) и  (преко 99%). Изотоп  подлеже спонтаном раздвајању језгра под утицајем термичних неутрона. Изотоп  прима неутроне услед чега се претвара у  (плутонијум). Вештачком изотопу  се такође раздваја језгро; добија се бомбардовањем 232торијума неутронима.

## Особине елемента

### Физичке
Уранијум је релативно мек, сребрнасто-светли метал велике густине. Јавља се у три алотропске модификације.
| Фаза       | Стабилни температурни распон | Кристални систем |
| ---------- | ---------------------------- | ---------------- |
| α-уранијум | до 688 °C                    | орторомпски ()   |
| β-уранијум | између 688 °C i 776 °C       | тетрагонални ()  |
| γ-уранијум | изнад 776 °C                 | кубни ()         |

Уранијум-родијум-германијум (URhGe) је прва откривена легура која у изузетно снажним магнетним пољима исказује проточно инваријантну (реентрантну) суперпроводљивост.

### Хемијске
Уранијум у облику прашка је самозапаљив. Већина киселина раствара уранијум у металном облику, док га базе не нападају. Стајањем на ваздуху, на површини металног уранијума настаје слој оксида који га штити од даље оксидације.
Уранијум гради цео низ једињења у којим се може налазити у стањима од +2 до +6. Боја комплекса уранијума по правилу јако зависи од оксидационог броја, али и од лиганада у окружењу. У воденим растворима, као и у чврстим једињењима најчешће се јављају следеће комбинације боје и оксидацијског стања: U3+ (љубичаст), U4+ (зелен),  (роз) и  (жит). У неводеним растворима са органским лигандима најчешће се јављају неке друге комбинације боја. Уранијум у природи претежно се јавља у валенцијама +4 или +6. Четворовалентни минерали уранијума у води са нормалним  условима окружења су готово нерастворљиви. Једињења уранијума су врло отровна. Отровност зависи између осталог и од њихове растворљивости. Лако растворљиве соли уранила су најотровније, док су тешко растворљиви оксиди мање отровни. Уранијум је тератоген тј. узрокује деформације и/или оштећења плода (фетуса) у утроби.

### Биолошке
Код протеобактерија из рода Desulfovibrio откривена је способност да користе уранијум као прималац (акцептор) електрона, при чему се уранијум(VI) редукује на уранијум(IV). Врста Desulfovibrio vulgaris користи цитохром-ц3 као уранијум-редуктазу. Међутим, када је уранијум(VI) доступан за бактерију као једини прималац електрона, није забележен раст бактерије. Једна од бактерија која може да користи уранијум(VI) као једини прималац електрона и при том још расте јесте Geobacter metallireducens из породице Geobacteraceae.
Нерастворљиви уранијум се може мобилизовати путем бактериолошке активности. У аеробним условима околине жељезо-сумпорне бактерије Thiobacillus ferrooxidans и Leptospirillum ferrooxidans могу да оксидују пирит (FeS2) до гвожђе()-сулфата (4) и затим до гвожђе()-сулфата. Јони гвожђа(III) могу оксидовати нерастворљиви уранијум(IV) до растворљивог уранијума(VI).
Редукција растворљивог уранијума(VI) до нерастворљивог уранијума(IV) деловањем прокариота се разматра као могућа метода биолошке санације подземних вода контаминираних уранијумом и опасним отпадом.

## Заступљеност
Уранијум је заступљен у облику хемијских једињења у количини од 2,4 ppm у природи која нас окружује, може се наћи у стенама, води, биљкама, животињама, а чак и у људском организму.
У већој количини се јавља и у минералима, од којих су најважнији:
- уранит U3O8 и
- K2(UO2)2(VO4)2•2H2O

Највеће залихе руда уранијума се налазе у: Конгу, северној Канади, САД (Јута, Колорадо)...

## Једињења уранијума
Хемијска једињења уранијума су отровна. Уранијум реагује са кисеоником из ваздуха, а кад се претвори у прах онда се пали. Реагује са киселинама сумпора, хлора, флуора.

## Примена
Основна примена уранијума је коришћење његових изотопа 235U као материјал за производњу атомских бомби као и нуклеарних реактора у нуклеарним електранама као и за покретање подморница.
Остале примене уранијума:
- Користио се у керамици за бојење, али се не користи више због зрачења.
- 238U се претвара у плутонијум у атомским реакторима
- Металан уранијум се због велике атомске масе се користи као штит у генераторима са X зрачењем.
- Користи се и у фотографији и у хемијској анализи.

## Историја
Уранијум је 1789. године открио немачки професор хемије и апотекар Мартин Хајнрих Клапрот, који је у то доба живео у Берлину. Клапрот је уранијум издвојио из минерала уранинита (познатог и под именом пехбленда). Добио је име по планети Урану (а тиме и према божанству из грчке митологије, Урану), којег је осам године раније (1781) открио астроном Вилхелм Хершел. Дана 24. септембра 1789. Клапрот је своје откриће елемента објавио у говору пред Краљевском пруском академијом наука. Његово откриће најприје је названо уранит, а наредне године, 1790. промењено је у уранијум. Руда коју је испитивао Клапрот, потицала је из рудника Георг Вагсфорт код немачког града Јохангеоргенштата у данашњој Саксонији, на самој граници са Чешком. Он је руду третирао киселинама те је јако загрејавао. Као резултат добио је црни прах који је назвао уран. Чињеница јесте да је заиста идентифицирао нови елемент, али оно што је добио није био елементарни уранијум него његов оксид. Тек 50 година касније, 1841. француски научник Ежен Пелиго успео је да добије чисти метални уранијум. У првој половини 19. вика уранијум се добијао заједно са другим минералима у чешком граду Јахимову, као и из неколико налазишта и рудника у енглеском Корнвалу.
Једињења уранијума током целог 19. века кориштени су за бојење стакла и керамике, као и за бојење свакодневних декоративних предмета у зелено-жуту боју, попут ваза, кључева, чаша и друго. Произвођачи стакла из Јоахимстала (Чешка) користили су технике бојења стакла уранијумом већ 1826. године. Употреба уранијума за бојење стакла настављена је све до средине 20. века, након чега је уранијум замењен другим мање опасним обојеним минералима. Керамичке глазуре обојене у палети од наранџасте до јарко црвене кориштене су у многе сврхе почев од посуђа па до архитектонске опреме. У области фотографије, дуги низ година 20. века користио је уранил-нитрат у сврху тонирања у црвено и смеђе дијапозитивских плоча на бази платине и бром-сребра. Ризици по здравље при употреби или сакупљању уранијумског стакла и керамике са уранијумском глазуром, до данас су предмет спора између колекционара и научника. Да је уранијум радиоактиван, први је утврдио Анри Бекерел 1896. године. Уранијум се сматрао елементом са највишим атомским бројем који се може наћи у природи. Тек 1971. су откривени сићушни трагови изотопа плутонијума 244 у природи, тако да се данас плутонијум сматра природним елементом са највећом атомском тежином у периодном систему.